# Urtière
Urtière – miejscowość i gmina we Francji, w regionie Burgundia-Franche-Comté, w departamencie Doubs.
Według danych na rok 1990 gminę zamieszkiwało 9 osób, a gęstość zaludnienia wynosiła 4 osoby/km² (wśród 1786 gmin Franche-Comté Urtière plasuje się na 727. miejscu pod względem liczby ludności, natomiast pod względem powierzchni na miejscu 1010.).